# Kateryna Kuchar

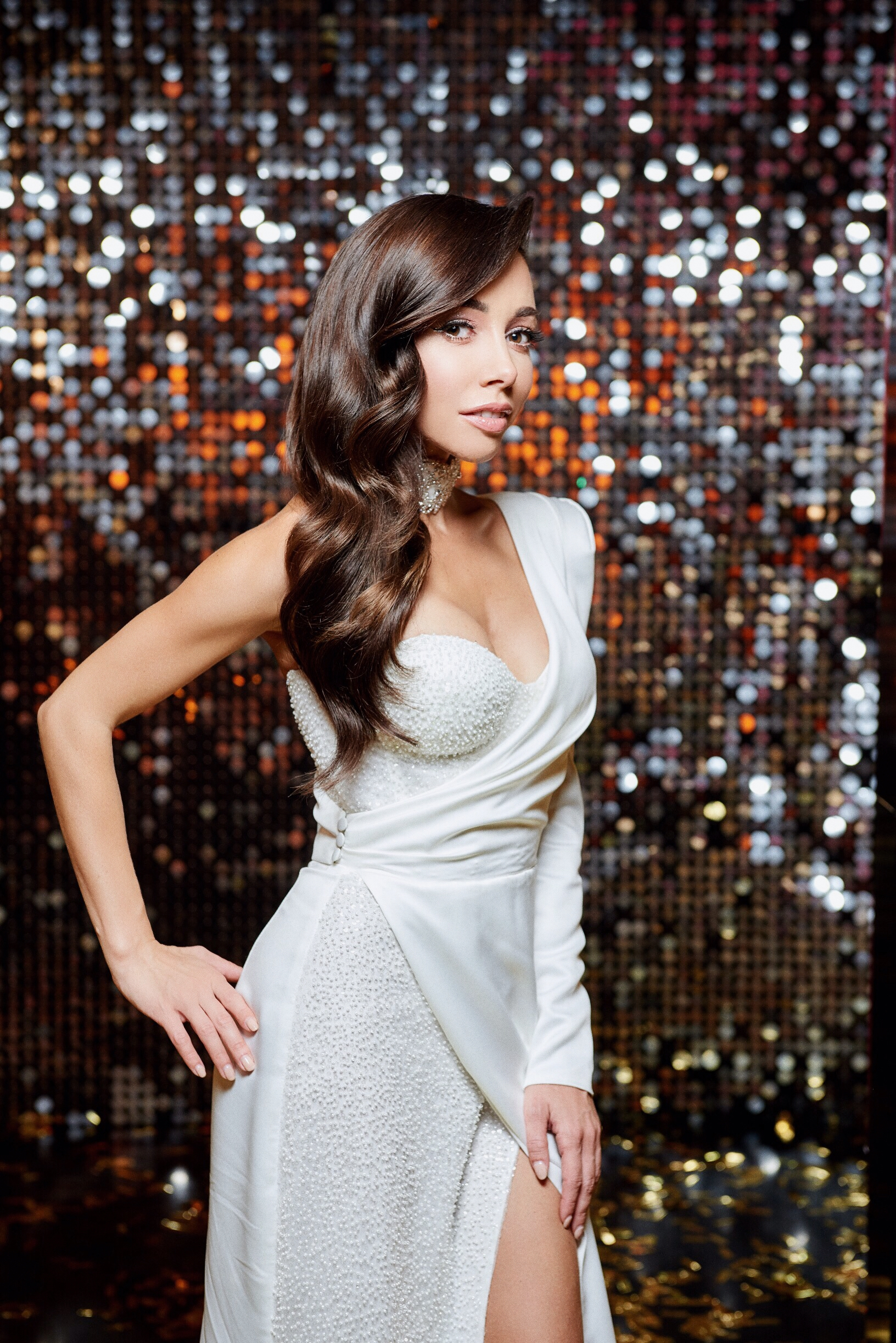
Kateryna Kuchar (2023)

Kateryna Ihoriwna Kuchar (ukrainisch Катерина Ігорівна Кухар; * 18. Januar 1982 in Kiew) ist eine ukrainische Ballerina.

## Leben
Sie begann im Alter von fünf Jahren mit dem Tanzen. 1992 trat sie in die Staatliche Schule für professionelle Choreografie in Kiew ein und erhielt zwei Jahre später ein Diplom. 1997 nahm sie am Prix de Lausanne teil. Mit 16 trat sie in der weiblichen Hauptrolle in Der Nussknacker im Tōkyō Bunka Kaikan auf. 1999 schloss sie die Choreografieschule ab. Sie begann als Solistin am Taras-Schewtschenko-Opernhaus zu arbeiten und wurde Primaballerina. 2014 trat sie im Ballet Romeo und Julia im Palais des congrès de Paris auf. Sie unternahm auch Tourneen in der Schweiz, Spanien, Italien, Deutschland, Japan, China, Kanada, Südkorea und den USA.
Ab 2017 war sie Jurorin in zwei Staffeln des ukrainischen Ablegers von Dancing with the Stars. 2020 wurde sie zur Leiterin der Staatlichen Schule für professionelle Choreografie ernannt. 2022 trat sie wegen des russischen Überfalls auf Wohltätigkeitsveranstaltungen in Europa und Nord- und Lateinamerika auf.

## Auszeichnungen
- Orden der Fürstin Olga 3. Klasse (2016)[1]
- Volkskünstlerin der Ukraine (2018)[1]